# Коктерек (Илийский район)
Коктерек (каз. Көктерек) — село в Илийском районе Алматинской области Казахстана. Входит в состав Байсеркенского сельского округа. Расположено в 16 км к северу от Алма-Аты. Код КАТО — 196847500.

## Население
В 1999 году население села составляло 454 человека (218 мужчин и 236 женщин). По данным переписи 2009 года, в селе проживало 566 человек (283 мужчины и 283 женщины).